# Ordre ancien des druides
L'Ancient Order of Druids (ou AOD, en français : « Ordre Ancien des Druides ») est un ordre fraternel britannique créé en 1781 par Henry Hurle, un entrepreneur londonien et Charles Dibdin, célèbre écrivain et auteur dramatique. Il a deux devises : « Dieu, Notre Pays et Roy »(ancienne) et « Justice, Philanthropie et Amour fraternel ».

## Historique

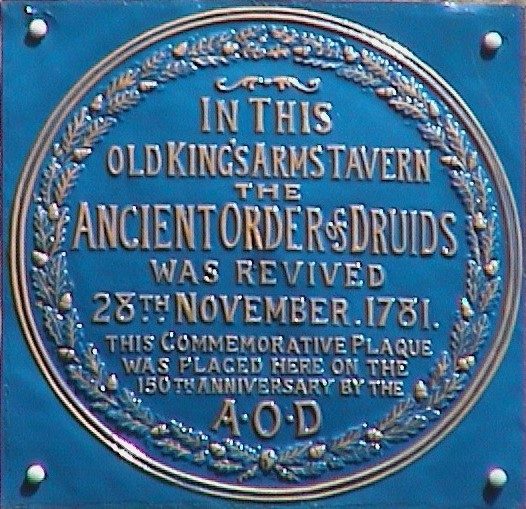
Plaque commémorant la fondation de l'ordre à Londres.

Dans l'Angleterre de la fin du XVIIIe siècle, parcourue par des débats politiques et religieux souvent vifs, l'entrepreneur Henry Hurle décide de constituer un ordre fraternel prenant appui sur l'histoire celtique alors très en vogue : les Druides. Avec l'aide d'amis et de connaissances, dont Charles Dibdin, célèbre auteur dramatique, il fonde l'Ancient Order of Druids dans la taverne King's Arms à Londres le 28 novembre 1781. Dès ses origines, cet ordre fraternel exclusivement masculin réunit ses membres autour de trois activités principales :
- Pratique d'un Rituel et de cérémonies exaltant la mémoire et les vertus des Druides antiques.
- Organisation de rencontres autour des arts, des lettres et des sciences[1] ;
- Collecte de fonds auprès de ses membres afin de secourir les familles en détresse et d'aider les œuvres de charité.

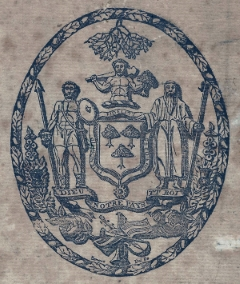
Emblème de l'AOD en 1830 (archives AOD Londres).

En 1833, L'Ancient Order of Druids se scinde en deux entités : la première va regrouper les membres qui souhaitent préserver l'organisation comme un ordre fraternel, rituel, souverain et indépendant du pouvoir politique, ses membres conservant le nom d'« Ancient Order of Druids » (AOD) ; le courant sécessionniste s'intitulera « United Ancient Order of Druids » (UAOD), devenant davantage un club social moins ritualisé et moins exclusif sur son recrutement, mais enregistré auprès du gouvernement, ce dernier l'autorisant à s'organiser en mutuelle au service des artisans et des ouvriers du Royaume-Uni puis de l'Empire britannique. En 1858, une scission de l'UAOD crée une nouvelle société de secours mutuel qui prend le nom d'« (en) Order of Druids » (OD). À la fin du XIXe siècle, l'UAOD et l'OD vont développer des branches féminines et des sections de jeunesse.
Dans l'entre-deux guerres (1919-1939), en dépit des dissensions passées, les trois organisations britanniques (AOD, UAOD et OD) se retrouvent chaque année lors d'un congrès. Les rapports entre elles sont cordiaux et elles sont liées par une convention d'inter-visites. Après la Seconde Guerre mondiale, la création de la sécurité sociale en Grande-Bretagne entrainera le déclin des mutuelles parmi lesquelles l'UAOD et l'OD qui vont lentement s'éteindre, les dernières branches disparaissant en Grande-Bretagne dans les années 1990 (d'autres, principalement sous l'égide de l'UAOD, subsisteront en Australie, en Nouvelle-Zélande, et aux États-Unis). L'Ancient Order of Druids s'est maintenu en Grande-Bretagne, dans le Commonwealth et en France où il s'est implanté en 2021 à l'occasion du 240ème anniversaire de l'Ordre.

## Membres célèbres
Depuis 1781, l'AOD a compté dans ses rangs de nombreuses personnalités, parmi celles-ci :
- Charles Dibdin, auteur et écrivain britannique (1745-1814).
- Sir Charles James Fox, homme d'État britannique et abolitionniste (1749-1806)[4].
- William Makepeace Thackeray, romancier britannique (1811-1863)[5]
- Lord George Spencer-Churchill, 8e duc de Marlborough (1844-1892)[6].
- Sir Edmund Antrobus, 4e baronnet, propriétaire de Stonehenge (1848-1915).
- Lord Francis Greville (5e comte de Warwick), homme politique (1853-1924).
- Lord George Godolphin Osborne, 10e duc de Leeds, homme politique (1862-1927).
- Lord George Spencer-Churchill, 9e duc de Marlborough (1871-1934)[7].
- Sir Winston Churchill, homme d'État britannique (1874-1965).